# Supercoppa italiana 2007 (pallamano maschile)
La Supercoppa italiana 2007 è stata la 3ª edizione del torneo di pallamano riservato alle squadre vincitrici, l'anno precedente, la Serie A Élite e la Coppa Italia.
Esso è stato organizzato dalla FIGH, la federazione italiana di pallamano.
Il torneo è stato vinto dal Casarano per la 1ª volta nella sua storia.

## Squadre qualificate
- Campione d'Italia in carica:  Conversano
- Detentore della Coppa Italia:  Bologna United[1]

## Finale
| Campione d'Italia | Detentore Coppa Italia | Risultato                |
| ----------------- | ---------------------- | ------------------------ |
| Casarano          | Bologna United         | Lecce, 14 settembre 2007 |
| Casarano          | Bologna United         | 33 - 27                  |

## Campioni
| Vincitore della Supercoppa italiana 2007-2008 |
| --------------------------------------------- |
| Handball Casarano 1º titolo                   |